# Château Montebello

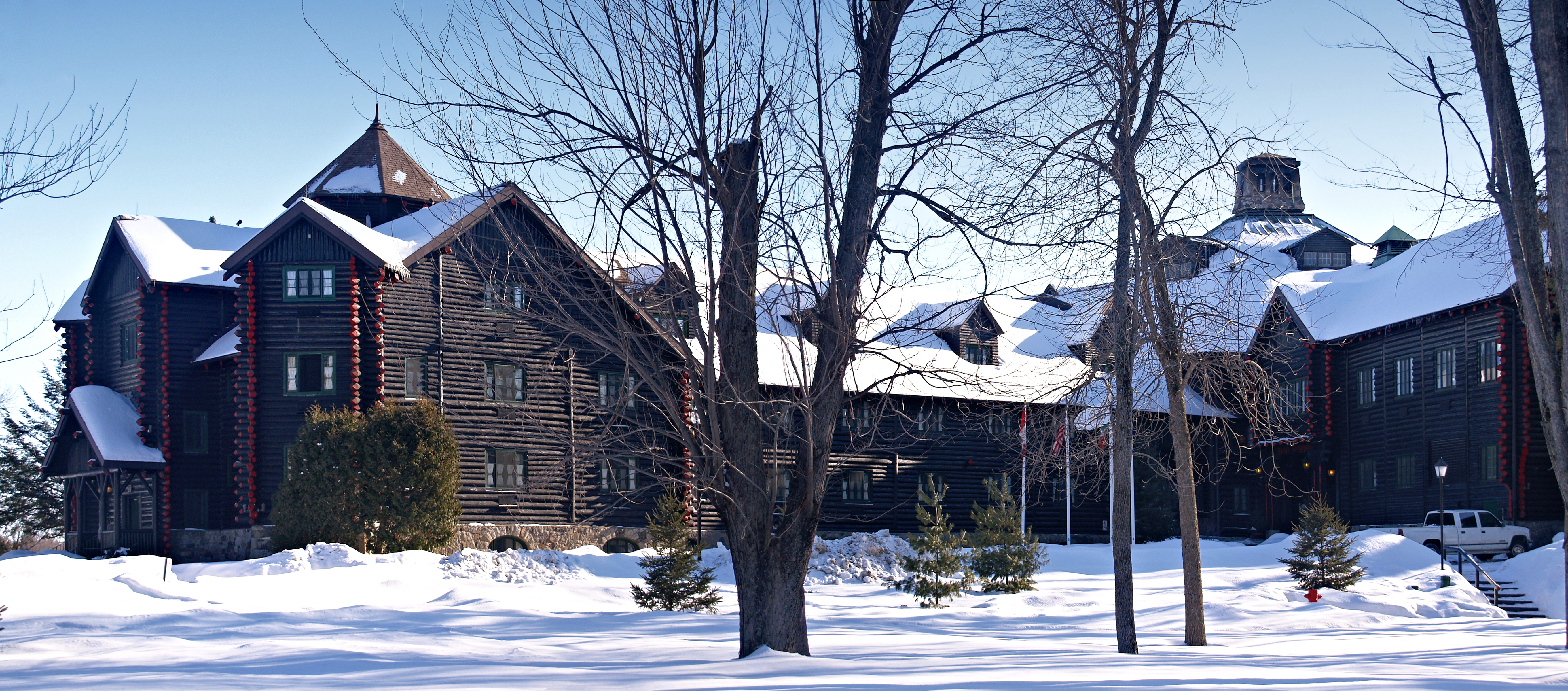
Fairmont Le Château Montebello

De Fairmont Le Château Montebello of eenvoudigweg Château Montebello is een hotel en historisch landgoed in Montebello, in de Canadese provincie Quebec. Het hotel wordt omringd door een 26.305 hectare groot bosrijk gebied aan de oever van de Ottawa. 

## Geschiedenis
In 1674 verkreeg François de Laval, de eerste bisschop van Quebec, het landgoed van de Franse Oost-Indische Compagnie. In 1801 kwam het in handen van de familie van Joseph Papineau. Diens zoon, Louis-Joseph Papineau, liet er een stenen landhuis in Franse stijl bouwen. De Manoir Papineau is nu een museum en erkend als National Historic Site of Canada.
Eind jaren 1920 kocht de Zweeds-Amerikaanse ondernemer Harold M. Saddlemire de hele site. Hij wilde er een privé-rustoord in de wildernis creëren. Het project werd gesteund door verschillende industriëlen en bankiers. De economische malaise hinderde de werken niet; zo'n 3500 arbeiders bouwden Saddlemires exclusieve clubhuis, dat op 1 juli 1930 opende. Het gebouw werd voornamelijk in hout opgetrokken in de toen populaire rustieke bouwstijl. In het midden bouwde men een gigantische hal met een twintig meter hoge, zeshoekige open haard.
Het groots opgezette gebouw was in eerste instantie het clubhuis van de Seigniory Club, een elitair genootschap van notabelen. In 1970 kocht Canadian Pacific Hotels het gebouw; de naam werd veranderd naar Château Montebello. In 1999 gingen Canadian Pacific Hotels en Fairmont Hotels samen als Fairmont Hotels and Resorts. Deze groep baat het hotel nog altijd uit, al kwam het in 2006 in het bezit van het Ontario Municipal Employees Retirement System (OMERS) en in 2014 in het bezit van het Chinese vastgoedbedrijf Evergrande Real Estate Group.